# Cargaruaya
Cargaruaya is een geslacht van hooiwagens uit de familie Gonyleptidae.
De wetenschappelijke naam Cargaruaya is voor het eerst geldig gepubliceerd door Roewer in 1956. 

## Soorten
Cargaruaya is monotypisch en omvat slechts de volgende soort:
- Cargaruaya insignita